# Circobotys flaviciliata
Circobotys flaviciliata là một loài bướm đêm trong họ Crambidae.